# 都築学園グループ
都築学園グループ（つづきがくえんグループ）は、福岡県福岡市南区に本部を置く学校法人のグループである。1956年（昭和31年）創立。幼稚園から大学院までを全国的規模で運営している。

## 概要
学校法人と財団法人などにより構成される。同学園グループが運営する教育関連施設（幼稚園などを含む）は全国で約30校に及び、大学では薬科大学を3校運営するなど、他の学校法人には見られない個性的な運営を行う。かつては都築総合学園（英称:Tsuzuki Sogo Gakuen）と称していた。一種の同族企業的な側面を持ち、都築の一族が傘下法人の代表者を務めているケースが多い。潤沢な資金力が強みだが、不祥事も少なからずあり、学校法人としての順法精神を世間から問題視されることも多い。

### 教育方針
「個性を引き出し、伸展させる」ことを主な方針としている。多くの所属校が校名に冠している“第一”は、第一義諦（究極的・絶対的な真理を意味する仏教用語：パラマ・アルタ）の第一に由来し、個性を第一義的特性としてとらえ、内在する個性を教育により可能な限り多く引き出し、伸展させたいとの創設者の思いを表している。

### 資金力
これまで、資金難に陥った学校法人坂元学園や学校法人姫路学院に対し資金援助を行い傘下に収めたほか、1999年には福岡市中心部の不動産（旧岩田屋天神本館など）を200億円以上で購入するなど潤沢な資金力を持つ。なお、旧岩田屋天神本館は2010年3月に福岡パルコとなった（2008年12月にパルコと賃貸借契約を締結、2013年にはパルコに売却し多額の売却益を得ている）。ちなみに、グループの大学においては入学定員に対する入学者数が文部科学省の規定等を大幅に超過し、その結果として私学助成金を一切受けることが許されなかった時期もあった。これは助成金より入学者を増やすことによる収入増を優先させたことによるものだが、近年は入学定員等についても遵守する方向に方針を転換し、私学助成金も若干ではあるが受け入れている。
また、全日本学生音楽コンクールにおいて都築奨励賞を設けていたり、全国高校将棋竜王戦に対して多額の資金を拠出していることも知られている。将棋界への貢献により1997年、日本将棋連盟から都筑総合学園が第4回大山康晴賞を受賞した。

### 社会活動との関わり
公益資本主義の推進を掲げて2014年に設立された一般社団法人の公益資本主義推進協議会は、都築学園グループと深い関わりを持つとされる。詳しくは公益資本主義#公益資本主義推進協議会を参照。

## 所属法人
- 学校法人都築学園 （理事長：都築仁子）
- 学校法人都築第一学園 （理事長：都築仁子）
- 学校法人都築育英学園 （理事長：都築明寿香）
- 学校法人都築教育学園 （理事長：都築美紀枝）
- 学校法人都築科学学園 （理事長：都築慶子）
- 一般財団法人都築国際育英財団 （理事長：都築明寿香）
- 一般財団法人日本文明研究所　（理事長：都築仁子）
- 株式会社ハッチェリー・ベンチャーパートナーズ

## 沿革
- 1956年（昭和31年）- 学校法人高宮学園設立、福岡第一高等学校、第一電子技術学校設置。
- 1958年（昭和33年）10月1日 - 学校法人都築教育学園設立認可。学校法人坂元学園設立。
- 1960年（昭和35年）- 第一薬科大学設置。
- 1966年（昭和41年）- 学校法人都築育英学園設立。みやこ幼稚園設置。学校法人坂元学園によって九州工業短期大学が開学。
- 1968年（昭和43年）- 第一経済大学設立。
- 1970年（昭和45年）- 鹿児島第一幼稚園設置。
- 1971年（昭和46年）- 室住幼稚園設置。
- 1975年（昭和50年）- 第一保育短期大学設置。
- 1977年（昭和52年）- せふり幼稚園設置。
- 1979年（昭和54年）- 学校法人都築第一学園設立、室住幼稚園を学校法人都築学園から設置者変更。
- 1980年（昭和55年）- 学校法人高宮学園を学校法人都築高宮学園へ改称。
- 1984年（昭和59年）- 破産宣告を受けた学校法人坂元学園の理事長に都築泰壽が就任。
- 1985年（昭和60年）- 学校法人坂元学園を学校法人都築教育学園へ、九州学院大学を第一工業大学へ、霧島女子短期大学を第一幼児教育短期大学へ、学校法人都築高宮学園を学校法人都築学園へそれぞれ改称。
- 1986年（昭和62年）- 東京工業専門学校、鹿児島第一高等学校を設置。
- 1987年（昭和63年）- 東京情報ビジネス専門学校設置。
- 1989年（平成元年）- 第一自動車整備専門学校、東京製図専門学校、東京簿記専門学校を設置。
- 1990年（平成2年）
  - 学校法人東京インターナショナル学園設立、専門学校お茶の水外語学院、東京国際情報ビジネス専門学校、東京科学電子工業専門学校、東京情報システムビジネス専門学校を設置。
  - 学校法人東京科学学園設立、東京科学情報工業専門学校、東京科学情報ビジネス専門学校、東京科学情報システム専門学校を設置。
- 1991年
  - 学校法人俊英学園設立、名古屋工業専門学校、名古屋情報ビジネス専門学校を設置。
  - 東京簿記専門学校を東京簿記情報ビジネス専門学校へ改称。
- 1992年（平成4年）- 福岡工業専門学校設置。
- 1996年（平成8年）- 神戸デジタル専門学校、大阪科学工業専門学校、鹿児島第一中学校設置。
- 1997年（平成9年）
  - 仙台デジタル・テクノ専門学校、仙台デジタル・ビジネス専門学校、広島デジタル専門学校、福岡マルチメディア専門学校、第一経済大学福祉専門学校を設置。
  - 東京簿記情報ビジネス専門学校を東京マルチメディア専門学校へ改称。
  - 東京情報システムビジネス専門学校廃止。
- 1998年（平成10年）
  - 東京介護福祉専門学校設置。
  - 学校法人姫路学院に対し資金援助、グループ化。
  - 東京科学情報システム専門学校をデジタル東京専門学校に校名変更認可。
- 1999年（平成11年）
  - 岩田屋の天神本館、新館、体育館の土地・建物をそれぞれ125億円、80億円、12億円で買収。
  - 札幌デジタルアート専門学校、札幌デジタル専門学校を設置。
  - 一般財団法人都築国際育英財団設立。
  - 東京科学情報工業専門学校廃止認可。

### 2000年代
- 2000年（平成12年）
  - 関東リハビリテーション専門学校、広島デジタル・アート専門学校を設置。
  - 名古屋情報ビジネス専門学校を名古屋デジタル・アート専門学校へ、大阪科学工業専門学校を大阪デジタルテクノ専門学校へ、東京科学電子工業専門学校を東京デジタルテクニカル専門学校へそれぞれ改称。
  - 学校法人都築育英学園、学校法人俊英学園等の法人所得と理事長夫妻の申告漏れ発覚。
  - 姫路学院女子短期大学を近畿福祉大学へ改組。
- 2001年（平成13年）- 第一経済大学福祉専門学校を第一介護福祉専門学校へ改称。
- 2002年（平成14年）
  - 第一福祉大学設置。
  - 東京科学情報ビジネス専門学校廃止認可。
- 2003年（平成15年）- 第一リハビリテーション専門学校、第一医療リハビリテーション専門学校を設置。学校法人東京科学学園が関東柔道整復専門学校を設置。
- 2004年（平成16年）
  - 日本薬科大学、リンデンホール小学校を設置。
  - デジタル東京専門学校廃止認可。
  - 学校法人東京科学学園が所在地を東京都町田市から東京都立川市に変更。
- 2006年（平成18年）
  - 横浜ドリームランド跡地に、横浜薬科大学設立。
  - 札幌デジタル・アート専門学校を廃止し、札幌デジタル専門学校へ統合。
  - 第一電子技術学校廃止
  - 学校法人俊英学園を学校法人都築俊英学園へ、学校法人東京科学学園を学校法人都築科学学園へ、学校法人東京インターナショナル学園を学校法人都築インターナショナル学園へそれぞれ改称。
- 2007年（平成19年）
  - 第一経済大学を福岡経済大学へ、第一経済大学付属高等学校を第一薬科大学付属高等学校へ改称。
  - 室住幼稚園をむろずみ幼稚園に名称変更。また、むろずみ保育園を設置。認定こども園むろずみこども園として認定。
  - 総長の都築泰壽が強制わいせつ事件を起こしたため、新総長に妻の仁子が就任。
  - 12億円で取得した岩田屋体育館を30億円で売却。
- 2008年（平成20年）
  - 専門学校お茶の水外語学院をお茶の水はりきゅう専門学校へ改組。
  - 第一介護福祉専門学校を募集停止。
  - 第一福祉大学を福岡医療福祉大学、第一保育短期大学を福岡こども短期大学、近畿福祉大学を近畿医療福祉大学、札幌デジタル専門学校を札幌医療福祉デジタル専門学校、第一リハビリテーション専門学校を鹿児島第一医療リハビリ専門学校へそれぞれ改称。
  - 所有する旧岩田屋天神本館についてパルコと正式に賃貸借契約を結ぶ。
- 2009年（平成21年）
  - 学校法人姫路学院および学校法人都築インターナショナル学園を学校法人都築学園に法人合併。
  - 学校法人都築関東学園を学校法人都築俊英学園に法人合併。
  - 名古屋工業専門学校を名古屋デジタル工科専門学校へ、第一医療リハビリテーション専門学校を福岡天神医療リハビリ専門学校へそれぞれ改称。
  - 東京介護福祉専門学校、大阪デジタルテクノ専門学校の学生募集停止。
- 2010年（平成22年）
  - 所有する旧岩田屋天神本館跡に福岡パルコが開業。
  - 福岡経済大学を日本経済大学へ改称。
  - リンデンホールスクール中高学部開校。
  - 福岡医療福祉大学募集停止。
- 2011年（平成23年）
  - 専門学校お茶の水外語学院を日本薬科大学お茶の水キャンパスに改修。
  - 日本経済大学に大学院を設置・開校。
  - 東京工業専門学校を閉校。
  - 東京情報ビジネス専門学校、東京製図専門学校、東京国際情報ビジネス専門学校、東京デジタルテクニカル専門学校を閉校。
- 2013年（平成25年）
  - 福岡パルコを隣接する天神ハッチェリービル（都築学園ビル・旧天神岩田屋新館）共々、265億円でパルコに売却[3][4]
  - 近畿医療福祉大学を神戸医療福祉大学に改称。
- 2015年（平成27年）
  - 一般財団法人日本文明研究所設立。
  - むろずみ幼稚園及びむろずみ保育園の認定こども園返上。
  - 横浜薬科大学に4年制の薬科学科を設置。
  - 第一自動車整備専門学校を専門学校第一自動車大学校に改称。
- 2017年（平成29年）
  - 学校法人都築育英学園と学校法人都築俊英学園が法人合併、学校法人都築育英学園が存続法人となる。
  - 名古屋デジタル工科専門学校（旧・名古屋工業専門学校）、名古屋デジタル・アート専門学校の設置者が学校法人都築俊英学園から学校法人都築学園に変更。
  - 学校法人都築教育学園が第一幼児教育専門学校を設置[5]。
  - ベナン共和国に「Tsuzuki小学校」を開校[6]。
- 2019年（平成31年）
  - 学校法人都築教育学園が第一幼児教育専門学校の2020年以降の学生募集を停止することを理事会において決定[7]。
- 2020年（令和2年）
  - 3月 - 名古屋デジタル・アート専門学校を廃止。
  - 4月 - 日本薬科大学に大学院薬学研究科を設置。第一薬科大学に看護学部（看護学科）を設置。神戸医療福祉大学の社会福祉学部を人間社会学部に名称変更。名古屋デジタル工科専門学校（旧・名古屋工業専門学校）を名古屋未来工科専門学校へと改称。
- 2021年（令和3年）
  - 3月 - 第一幼児教育専門学校を廃止。
  - 4月 - 第一薬科大学に大学院薬学研究科薬学専攻（博士課程）を開設。第一工業大学を第一工科大学へ改称。
- 2022年（令和4年）4月 - 第一薬科大学薬学部に薬科学科を設置。神戸医療福祉大学を神戸医療未来大学へ、東京マルチメディア専門学校を東京マルチ・AI専門学校へ、せふり幼稚園をさわらサクラ幼稚園・保育園と改称・改組。神戸医療未来大学の社会福祉学科を未来社会学科へ、第一薬科大学付属高等学校の商業科をAIビジネス科へ改組。

## 都築家一族
- 都築 賴助 (1903年8月3日-1972年10月28日)
  - 学園創設者。徳島県美馬郡美馬町（現・美馬市）生まれ
  - 九州帝国大学卒、同大学院修了
  - 福岡学芸大学・福岡教育大学教授
  - 逝去日をもって紺綬褒章正四位勲三等旭日中綬章を受賞

- 都築 貞枝 (1901年4月21日-1987年10月20日)
  - 頼助の妻。徳島県名西郡石井町生まれ
  - 元看護師
  - 実践女学校専門部家政科卒
  - 1948年、戦後では全国初となる公立高校の女性校長に就任。福岡県立筑紫中央高等学校、福岡県立西福岡高等学校校長などを歴任
  - 1974年、勲三等宝冠章叙勲
  - 1987年、逝去日をもって、従四位に叙せられ、昭和天皇から銀盃一個を賜与される

- 都築 泰壽 (1936年3月11日-2015年4月27日)
  - 創設者夫妻の次男
  - 福岡学芸大学卒、早稲田大学大学院修了、ブリガムヤング大学大学院中退
  - 都築育英学園および都築学園前理事長
  - 第一薬科大学、第一経済大学、第一工業大学、第一福祉大学、および第一幼児教育短期大学の前学長
  - 2015年4月27日逝去

- 都築 仁子 (1946年8月15日-　)
  - 泰壽の妻。現総長
  - 福岡女子大学卒、梅光女学院大学大学院博士課程修了（日本文学研究科[8]）
  - 元日本航空国際線客室乗務員
  - 財団法人日本動物愛護協会理事
  - 元学校法人都築インターナショナル学園理事長
  - 都築学園理事長、都築第一学園理事長
  - 第一薬科大学、福岡こども短期大学学長
  - 第一幼児教育短期大学副学長
  - 鹿児島第一幼稚園長
  - 福岡第一高等学校、第一経済大学付属高等学校、鹿児島第一高等学校、鹿児島第一中学校およびリンデンホール小学校長
  - 「私学振興功労」により、令和2年度春の叙勲にて旭日中綬章を受章

- 都築 明寿香
  - 青山学院大学法学部卒、東京大学大学院修士課程修了(学際情報学府学際情報学専攻実践情報学コース)
  - 都築学園グループ副総長
  - 都築育英学園理事長
  - 都築国際育英財団理事長
  - 都築教育学園副理事長
  - 元学校法人都築インターナショナル学園総長
  - 日本経済大学、神戸医療福祉大学の学長
  - リンデンホールスクール中高学部の校長
  - リンデンホールスクールのチェアマン

- 都築 稔
  - 1997年に東京大学農学部農芸化学科卒業、2003年に東京大学大学院農学生命科学研究科応用生命化学専攻博士課程修了。博士（農学）。
  - サントリーにて勤務歴あり
  - 第一薬科大学准教授
  - 日本薬科大学の副学長（教授）を経て、学長代理
  - 関東柔道整復専門学校校長

- 都築 美紀枝
  - 保健学修士
  - 都築教育学園理事長
  - 第一幼児教育短期大学学長
  - せふり幼稚園長　
  - 福岡第一高等学校副校長

- 都築 慶子
  - 元都築関東学園理事長
  - 都築科学学園理事長

- 都築 繁利
  - 福岡大学大学院人文科学研究科史学専攻博士前期課程修了[9](1995年度)[10]
  - 都築学園総長代理[11]
  - 横浜薬科大学教授、事務長等を経て、日本経済大学副学長（教授）兼、神戸医療福祉大学副学長[12]
  - 横浜薬科大学管理局長[13][14]
  - 東京工業専門学校、名古屋デジタル工科専門学校元校長
  - 名古屋デジタル・アート専門学校校長[15]
  - 学校法人都築科学学園理事

## 運営校

### 大学
学校法人都築学園
- 第一薬科大学
- 日本薬科大学
- 神戸医療未来大学

学校法人都築育英学園
- 日本経済大学（旧・第一経済大学、福岡経済大学）

学校法人都築教育学園
- 第一工科大学（旧・九州学院大学、第一工業大学）

学校法人都築第一学園
- 横浜薬科大学

### 短期大学
学校法人都築育英学園
- 福岡こども短期大学（旧・第一保育短期大学）

学校法人都築教育学園
- 第一幼児教育短期大学（旧・九州工業短期大学、九州短期大学、九州学院大学短期大学部、霧島女子短期大学）

### 専門学校
学校法人都築学園
- 第一自動車大学校（旧・第一自動車整備専門学校）
- 福岡天神医療リハビリ専門学校（旧・第一医療リハビリテーション専門学校）
- 名古屋未来工科専門学校（旧・名古屋デジタル工科専門学校、名古屋工業専門学校）
- 東京マルチ・AI専門学校（2022年4月まで東京マルチメディア専門学校。旧・東京簿記情報ビジネス専門学校、東京簿記専門学校）[16]
- 関東リハビリテーション専門学校[16]
- お茶の水はりきゅう専門学校

学校法人都築教育学園
- 札幌医療リハビリ専門学校（旧・札幌医療福祉デジタル専門学校、札幌デジタル専門学校）
- 第一幼児教育専門学校
- 鹿児島第一医療リハビリ専門学校（旧・第一リハビリテーション専門学校）

学校法人都築科学学園
- 関東柔道整復専門学校[16]

### 高等学校・中学校
学校法人都築学園
- 福岡第一高等学校
- 第一薬科大学付属高等学校（福岡第一高等学校の商業科が独立して第一経済大学付属高等学校となり、第一薬科大学の付属校となる）

学校法人都築教育学園
- 鹿児島第一中学校・高等学校

学校法人都築育英学園
- リンデンホールスクール中高学部

### 小学校
学校法人都築育英学園
- リンデンホールスクール小学部

### 幼稚園・保育園
学校法人都築学園
- せふりこども園（せふり幼稚園・保育園）
- みやこ幼稚園

学校法人都築育英学園
- だいいちこども園（だいいち幼稚園・保育園）

学校法人都築第一学園
- むろずみ幼稚園
- むろずみ保育園

学校法人都築教育学園
- 鹿児島第一幼稚園

## 廃止校

### 法人
- 学校法人都築インターナショナル学園（2009年 学校法人都築学園に法人合併）
- 学校法人姫路学院（2009年 学校法人都築学園に法人合併）
- 学校法人都築関東学園（2009年 学校法人都築俊英学園に法人合併）
- 学校法人都築俊英学園（2017年 学校法人都築育英学園に法人合併）

### 大学
- 福岡医療福祉大学（旧・第一福祉大学）（2014年廃止）
- 姫路学院女子短期大学（近畿福祉大学（現・神戸医療未来大学）設置のため、2011年廃止）

### 専門学校
- 札幌デジタル・アート専門学校（2006年度で廃止）
- 仙台デジタル・テクノ専門学校（旧・仙台科学工業専門学校）
- 仙台デジタル・ビジネス専門学校（旧・仙台国際情報ビジネス専門学校）
- 東京製図専門学校（2011年8月29日付で閉校）
- 東京工業専門学校 (2011年3月31日をもって閉校)
- 東京情報システムビジネス専門学校
- 東京情報ビジネス専門学校（2011年3月31日をもって閉校）
- 東京国際情報ビジネス専門学校（2011年3月31日をもって閉校）
- 東京介護福祉専門学校（2010年9月廃止）
- 東京デジタルテクニカル専門学校（旧・東京科学電子工業専門学校。2011年3月31日をもって閉校）
- 専門学校お茶の水外語学院（お茶の水はりきゅう専門学校へ変更）
- デジタル東京専門学校（旧・東京科学情報システム専門学校）
- 第一幼児教育専門学校（2017年4月開校、2019年募集停止、2021年（2020年度末）廃止）
- 名古屋デジタル・アート専門学校（旧・名古屋情報ビジネス専門学校）（2020年1月廃止）
- 大阪デジタルテクノ専門学校（旧・大阪科学工業専門学校）
- 神戸デジタル専門学校（旧・神戸科学工業専門学校）
- 広島デジタル専門学校（旧・東京工業専門学校広島校）
- 広島デジタル・アート専門学校
- 福岡工業専門学校
- 福岡マルチメディア専門学校
- 第一介護福祉専門学校（旧・第一経済大学福祉専門学校）
- 第一電子技術学校（2006年度で廃止）

## 法人施設
- インキュベーション

ハッチェリー渋谷
- セミナーハウス

かるいざわグリーンヴィラ

## 対外関係

### 学術提携校
- イギリス
  - オックスフォード大学（セント・アンズ・カレッジ）※語学研修のみ
  - ケンブリッジ大学（フィッツウィリアム・カレッジ）※語学研修のみ
  - フリスマナー小学校
  - セントフェイススクール
- 中国
  - 天津中医薬大学
  - クリフォードスクール
- 台湾
  - 中国医薬大学
  - 南台科技大学
- オーストラリア
  - フランクストン・カレッジ
  - ブリズベン高校
  - ザビエル高校
- カナダ
  - ウェストバンクーバー高校
  - セントマイケル高校
- アメリカ合衆国
  - ハーバード大学 ※語学研修のみ
  - リンデンホール

## 不祥事
入学定員問題
1991年、第一経済大学（現日本経済大学）で、当時の入学定員の12倍にあたる5,954人を入学させ、体育館で授業を受けざるを得ない状況にまでなった。発覚当初、入学人数は3,015人であると虚偽の発表を行うなどし、教育機関としての姿勢が問われることとなった。
所得税申告問題
2001年、グループの都築学園と都築俊英学園が、福岡国税局の税務調査で法人所得1億6000万円の申告漏れを指摘され、修正申告を行った。
総長わいせつ事件
2006年に第一福祉大学エレベーター内で女性職員の胸や下半身を触ったりなで回したりしたとして、2007年11月14日に当時現職の総長であった都築泰壽が強制わいせつの疑いで福岡県警に逮捕され、後の裁判で懲役3年(執行猶予5年)の有罪が確定した。なお、これを受け学園側は泰壽を逮捕翌日に総長職から解任し、新総長を妻の仁子とした。
学園側が設置した第三者委員会は「都築被告の影響力排除」「現総長が被告を厳重に監視」などの再発防止策を盛り込んだ報告書をまとめ文部科学省に提出した。これによって、従来のような総長一人にグループを構成する9法人の全ての権限が集中していた仕組みを廃止し、各学校法人の理事長が最高意思決定機関である理事会を代表してその職務遂行に当たるよう改められ、現在はグループ全体の組織再編に動いているとしているが、実際には現総長である仁子に権限が集中し、旧態依然としたワンマン経営が続いている。
教員不足隠ぺい
2009年、都築俊英学園が福岡医療福祉大学で4学科を総合福祉学科に統合する際、教員数が不足していることを学園幹部が知りながら報告せず、改善もなされなかった。このため文部科学省より組織的かつ悪質と判断され、新設不認可期間上限の5年を言い渡された。2011年より、新入生募集を停止した。
第三者評価
大学等の高等教育機関は、2002年の改正学校教育法により文部科学大臣の認証を受けた認証評価機関により7年以内の周期で機関別・分野別認証評価を受けることが義務づけられた。これに伴い大学基準協会による機関別認証評価を受けた結果、所属する6大学のうち「第一薬科大学」、「近畿医療福祉大学」、「日本薬科大学」の3校が「判定は保留する」とされ協会の総評・提言にそった改善報告を要請された。2013年6月に日本薬科大学は認定された。第一薬科大学、神戸医療福祉大学（旧 近畿医療福祉大学）についても2018年3月に認定されている。

所属3薬科大学教育問題
2012年11月8日に行われた文部科学省による「第12回 薬学系人材養成の在り方に関する検討会」において、都築学園グループに所属する全ての薬科大学（第一薬科大学、日本薬科大学、横浜薬科大学）が、教育などにおいて問題があるとされヒアリング調査大学となった。
大学設置の際の寄附行為変更認可申請に係る不正行為について
2013年1月24日に、学校法人都築第一学園における大学設置の際の寄附行為変更認可申請（平成17年4月28日付けで申請）に係る不正行為が判明したため、大学等の設置に関する寄附行為変更認可申請に係る不認可期間を「平成30年度開設分の寄附行為変更認可申請までに係る期間」とする旨が、文部科学大臣名で決定され、文部科学省高等局長名で通知された。